# 天主教帕爾米拉教區
天主教卡塔戈教區（拉丁語：Dioecesis Palmiranus）是哥倫比亞一個羅馬天主教教區，屬卡利總教區。
教區成立於1952年12月17日，包括考卡山谷省東南部十個市。2004年有教友600,000人（佔轄區總人口85.7%）、四十三個堂區、六十二名司鐸。現任教區主教為埃德加·德赫蘇斯·加西亞·希爾。